# Raków (Raków)
Raków – kolonia  wsi Raków w Polsce, położona w województwie dolnośląskim, w powiecie polkowickim, w gminie Chocianów.
W latach 1975–1998 kolonia należała administracyjnie do województwa legnickiego.